# Uniwersytet w Sarajewie
Uniwersytet w Sarajewie (bośn. Univerzitet u Sarajevu) – największy i najstarszy uniwersytet w Bośni i Hercegowinie, mieszczący się w Sarajewie. Jego tradycje sięgają osmańskiej szkoły prawa islamskiego (Saraybosnası Hanika), założonej w 1531 przez Gazi Husrev-bega. Bazą do stworzenia w 1949 świeckiego uniwersytetu stały się tworzone w latach 1940–1944 wydziały – rolnictwa i leśnictwa oraz medycyny. Wraz z wyborem pierwszego rektora uczelni Vaso Butozana (2 grudnia 1949) uniwersytet formalnie rozpoczął działalność.
W skład uczelni wchodzą obecnie 22 wydziały oraz 5–10 koledżów i akademii afiliowanych. Liczba studentów, bliska 50 tys., czyni z tej uczelni jedną z największych na Bałkanach. Baza materialna uczelni została poważnie zniszczona w latach 1992–1996, w czasie oblężenia Sarajewa. Rekonstrukcja budynków uczelni, zniszczonych w czasie wojny uzyskała wsparcie ze strony European University Association i Rady Europejskiej.

## Struktura
1. Wydział Ekonomiczny
2. Wydział Prawa
3. Wydział Sztuk Pięknych
4. Wydział Architektury
5. Wydział Energetyki
6. Wydział Kryminalistyki
7. Wydział Nauk Politycznych
8. Wydział Sportu i Edukacji Fizycznej
9. Wydział Transportu i Komunikacji
10. Wydział Farmaceutyczny
11. Wydział Filozoficzny
12. Wydział Inżynierii Cywilnej
13. Wydział Inżynieryjno-Mechaniczny
14. Wydział Medyczny
15. Wydział Matematyczno-Przyrodniczy
16. Wydział Stomatologiczny
17. Wydział Leśny
18. Wydział Weterynaryjny
19. Wydział Nauk o Zdrowiu
20. Wydział Studiów Islamskich
21. Wydział Teologii Katolickiej
22. Wydział Administracji Publicznej.

## Współpraca międzynarodowa
Uniwersytet w Sarajewie współpracuje z 40 uniwersytetami w Europie, Ameryce Północnej i na Bliskim Wschodzie. W 2012 umowę o współpracy z uczelnią sarajewską podpisał Uniwersytet Wrocławski.

## Poczet rektorów uczelni
- Vaso Butozan 1949–1950, 1952–1956
- Drago Krndija 1950–1952
- Edhem Čamo 1956–1960
- Aleksandar Trumić 1960–1965
- Fazli Alikalfić 1965–1969
- Hamdija Čemerlić 1969–1972
- Zdravko Besarović 1972–1977
- Arif Tanović 1977–1981
- Božidar Matić 1981–1985
- Ljubomir Berberović 1985–1988
- Nenad Kecmanović 1988–1991
- Jusuf Mulić 1991–1993
- Faruk Selesković 1993–1995
- Nedžad Mulabegović 1995–2000
- Boris Tihić 2000–2004
- Hasan Muratović 2004–2006
- Faruk Čaklovica 2006–2012
- Muharem Avdispahić 2012–2016
- Rifat Škrijelj 2016–